# Serchio
Le Serchio est le 3e fleuve de Toscane après l'Arno et l'Ombrone et le 2e pour son débit  de 46,1 m3/s (et au minimum de 11 m3/s). D'une longueur de 111 km, il parcourt les provinces de Lucques et de Pise.

## Géographie
Son bras principal descend depuis une altitude de 1 500 m du  monte Sillano (1 864 m) et rejoint le bras dénommé Serchio di Gramolazzo près de  Piazza al Serchio.
Il parcourt  la Garfagnana du nord au sud, de Sillano au-delà de  Castelnuovo di Garfagnana, où il forme le lac de Pontecosi. Il continue dans la  Media Valle longeant le territoire de la commune  de Barga et traverse  Borgo a Mozzano, où il est enjambé par le pont de la Madeleine.